# Eriocaulon palustre
Eriocaulon palustre là một loài thực vật có hoa trong họ Eriocaulaceae. Loài này được Salm-Dyck ex Steud. mô tả khoa học đầu tiên năm 1855.